# Пон
 Тази статия е за града във Франция.  За кантона вижте Пон (кантон).  За други значения вижте Пон (пояснение).
Пон (на френски: Pons) е град в югозападна Франция, административен център на кантона Пон в департамента Шарант Маритим на регион Нова Аквитания. Населението му е около 4 100 души (2015).
Разположен е на 20 метра надморска височина в Аквитанската низина, на 19 километра югоизточно от Сент и на 82 километра северно от Бордо. Селището съществува от Античността, когато е един от главните центрове на сантоните, през Средновековието е една от най-значимите крепости в Сентонж, а по-късно е средище на хугенотите. Днес то е главният промишлен център на Горен Сентонж с няколко големи предприятия от хранително-вкусовата промишленост и машиностроенето.

## Известни личности
Родени в Пон
- Теодор Агрипа д'Обине (1552 – 1630), поет